# برایت ادجی
برایت ادجی (انگلیسی: Bright Adjei؛ زادهٔ ۲۷ آوریل ۱۹۹۴) بازیکن فوتبال اهل غنا است که در پست مهاجم برای تیم سینگیدا فاونتین گیت در لیگ برتری تانزانیا بازی می‌کند. او در دومین فصل خود با آدوانا استارز قهرمان لیگ برتر غنا شد. او پیش از این برای تیم جوانان و تیم کویتی بورگان بازی می‌کرد.